# Anatomography
Anatomography és un lloc web interactiu que permet generar esquemes i animacions anatòmiques del cos humà. El lloc web d'Anatomography està mantingut per l'institut sense ànim de lucre DBCLS (Centre de bases de dades per a la ciència de la vida) situat a la Universitat de Tòquio. Els diagrames anatòmics generats per Anatomography i les dades de polígons 3D utilitzats al lloc web (anomenats BodyParts3D), estan disponibles gratuïtament sota la llicència Creative Commons Reconeixement-CompartirIgual.

## Descripció
Anatomography va ser publicat el 9 de febrer de 2009 pel fundador i director en cap Kousaku Okubo (大 久保 公 策), professor del Banc de dades d'ADN del Japó a l'Institut Nacional de Genètica .
Les dades de polígons del cos humà que s'utilitzen al lloc web s'anomenen "BodyParts3D". Les dades del polígon BodyParts3D s'extreuen d'imatges de ressonància magnètica de tot el cos. El conjunt d'imatges de la RMN en què es basa BodyParts3D s'anomena "TARO". Taro és un nom freqüent dels homes en japonès, com John ho seria en anglès. TARO és un conjunt de dades vòxel de 2mm * 2mm * 2mm del mascle humà creat per l'Institut Nacional de Tecnologies de la Informació i les Comunicacions. TARO es va publicar lliurement el novembre de 2004.
El procés de construcció de BodyParts3D és el següent.
- Fase 1: Es van introduir segmentacions anatòmiques addicionals a les dades originals de TARO.
- Fase 2: A continuació, es van complementar els detalls que faltaven i es van aclarir els contorns borrosos mitjançant un programa d'edició en 3D fent referència a llibres de text, atles,[6] i models de maquillatge d'il·lustradors mèdics.
- Fase 3: Continuà la segmentació i la modificació de les dades en col·laboració amb investigadors clínics fins que s'aconsegueixi una cobertura suficient del concepte.

Les dades del polígon BodyParts3D es distribueixen en el format d'arxiu OBJ. La mida del fitxer de dades complet és de 127 MB (reduït polígon) i 521 MB (d'alta qualitat) a partir de la versió 3.0. El nombre de parts (òrgans) del cos registrades a BodyParts3D és de 1.523 a la versió 3.0.

## Llicència
Les imatges generades per Anatomography i les dades de polígon incloses a BodyParts3D estan autoritzades sota la llicència Creative Commons, amb l'esperança d'ampliar l'ús i democratitzar el coneixement mèdic.

## Finançament
El projecte BodyParts3D / Anatomografia va ser finançat per MEXT (Ministeri d'Educació, Cultura, Esports, Ciència i Tecnologia del Japó) des del 2007 fins a l'exercici 2010. A partir del FY2011, el projecte ha estat finançat per la JST (Agència de Ciència i Tecnologia del Japó).

## Recepció
Els diagrames d'Anatomography s'utilitzen, per exemple, al programa de televisió canadenc de ciències Le code Chastenay, l'enciclopèdia d'Internet Wikipedia, com a material de conferències a les universitats i en altres llocs per compartir coneixement. Quant a l'ús de l'Anatomography en llocs web com Wikipedia i Wikimedia Commons, els desenvolupadors asseguren que “la difusió dels usos per part d'usuaris anònims com Wikipedia i Wikimedia Commons és el que havíem esperat”.

## Característiques tècniques
El projecte BodyParts3D/Anatomography utilitza el Model Fonamental d'Anatomia (FMA). El FMA és una ontologia anatòmica de codi obert desenvolupada i mantinguda pel Grup d'Informàtica Estructural de la Universitat de Washington. A BodyParts3D, cada part del cos és gestionada per un identificador FMA (FMAID) definit per la FMA. Per exemple, la columna vertebral es registra com a FMA13478, el lòbul temporal es registra com a FMA61825, etcètera.

## Historial de versions
- Versió 1.0 (9 de febrer de 2009)[1]
- Versió 2.0 (28 d'abril de 2010)[12] El nombre total de parts del cos és de 1.324.[13]
- Versió 3.0 (20 de juny de 2011) El nombre total de parts del cos és de 1.523.[6]
- Versió 4.0 (16 de maig de 2013)[14]

## Serveis similars
- Body Zygote : servei web gratuït proporcionat pel grup de mitjans Zygote situat a American Fork, Utah, Estats Units. Zygote Body es va llançar com a Google Body el 15 de desembre de 2010. Les dades de polígon que s'utilitzen al lloc web són un producte comercial. L'octubre de 2012, el preu de les seves dades de polígons de cos complet és de 13.995 dòlars.[15]
- BioDigital Human: servei web gratuït i producte comercial proporcionat per BioDigital, Inc. situat a Nova York, Nova York, EUA. El BioDigital Human es va publicar el 2011. El lloc web va guanyar un premi SXSW Interactive el 2013.

## Altres
Alguns vídeos tutorials sobre l'ús de l'Anatomography estan disponibles a YouTube.